# Lygodactylus tolampyae
Lygodactylus tolampyae este o specie de șopârle din genul Lygodactylus, familia Gekkonidae, descrisă de Grandidier în anul 1872. A fost clasificată de IUCN ca specie cu risc scăzut. Conform Catalogue of Life specia Lygodactylus tolampyae nu are subspecii cunoscute.